# Linnebach (Our)
Der Linnebach ist ein linker und südlicher Zufluss der Our.

## Verlauf
Der Linnebach entspringt in der belgischen Eifel aus mehreren Quellbächen südöstlich von Schönberg. Er mündet nordöstlich von Schönberg in die Our.